# Wolthuser Kirche

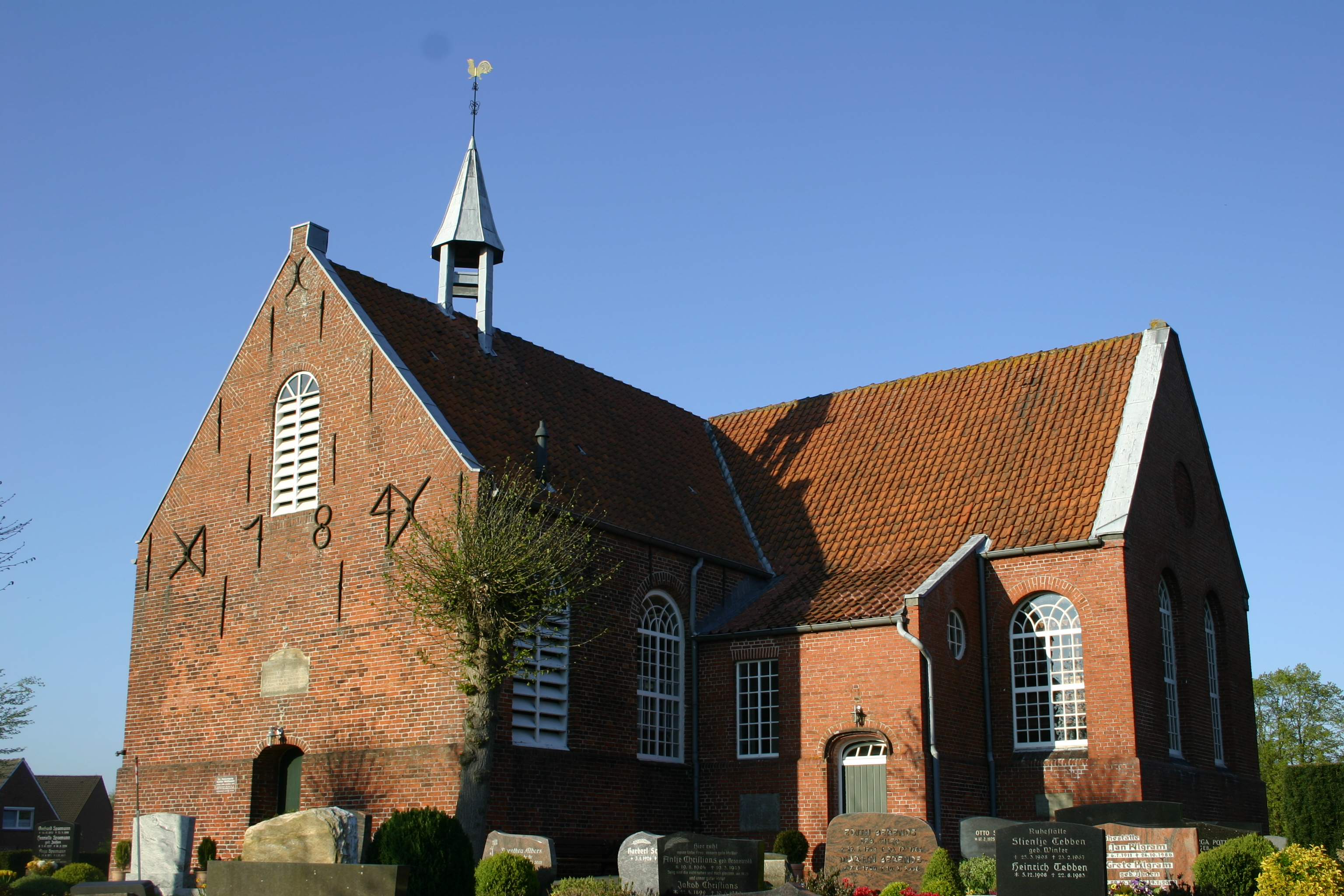
Wolthuser Kirche (ev.-ref.)

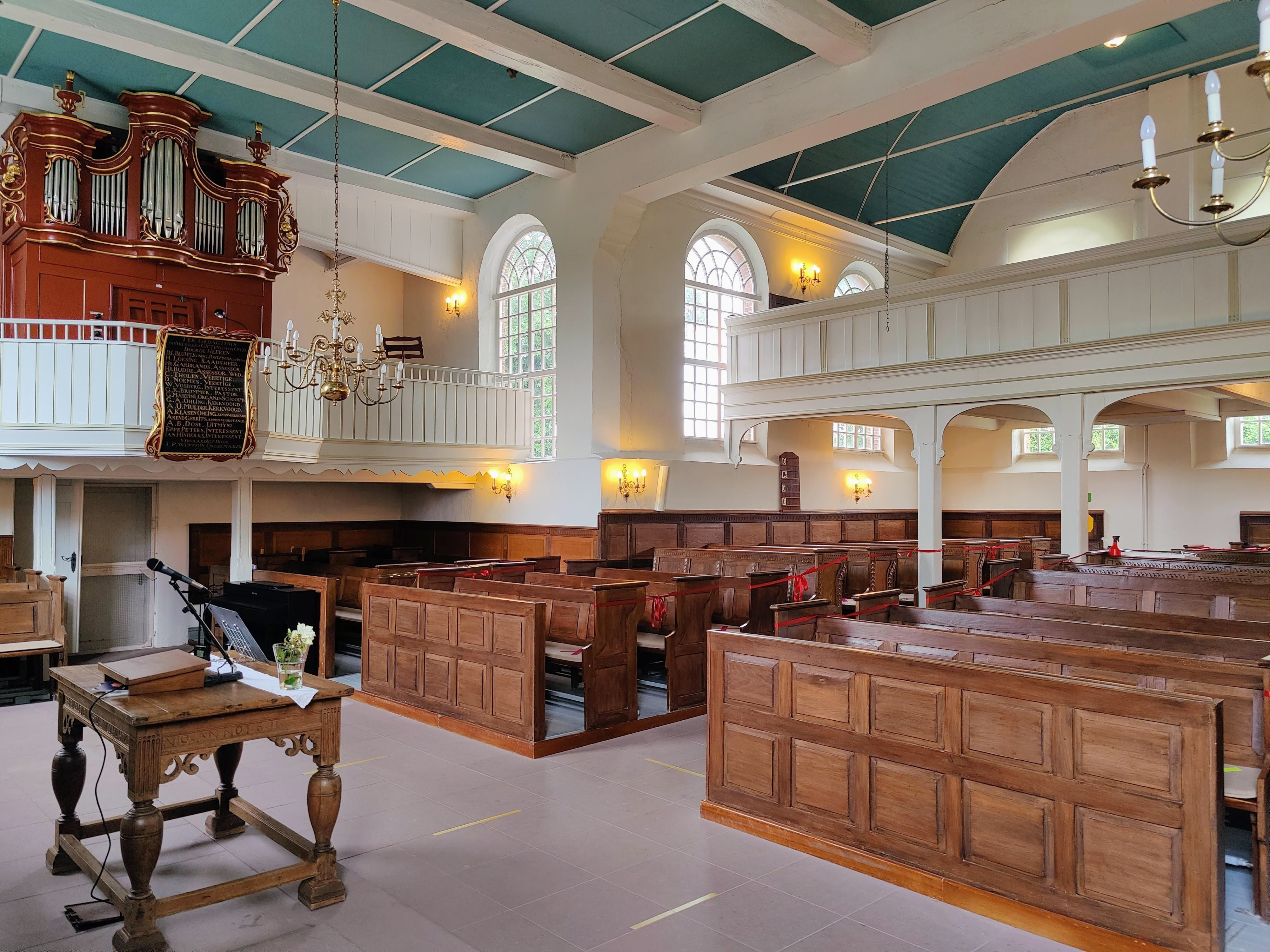
Innenraum mit Orgel

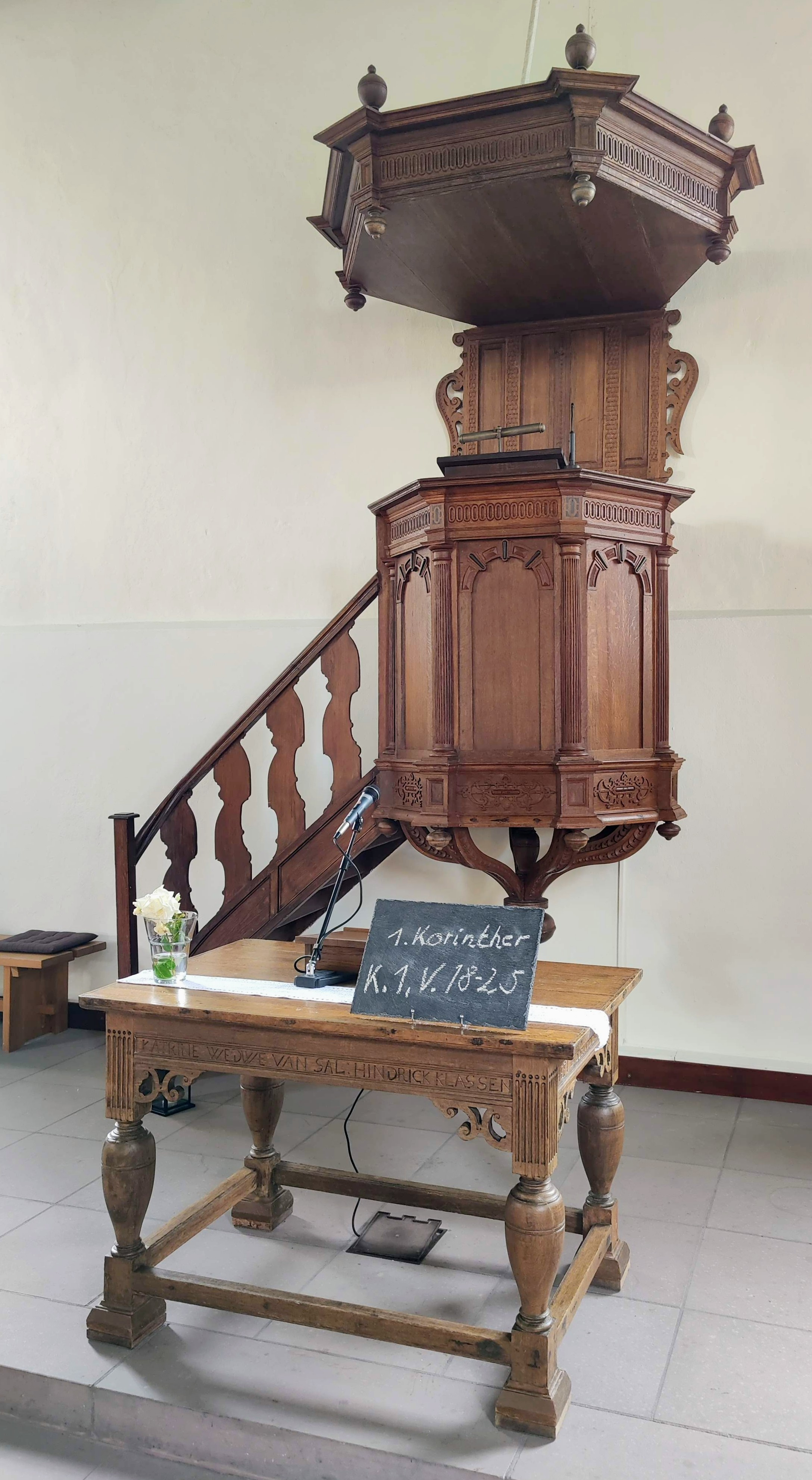
Kanzel und Abendmahlstisch

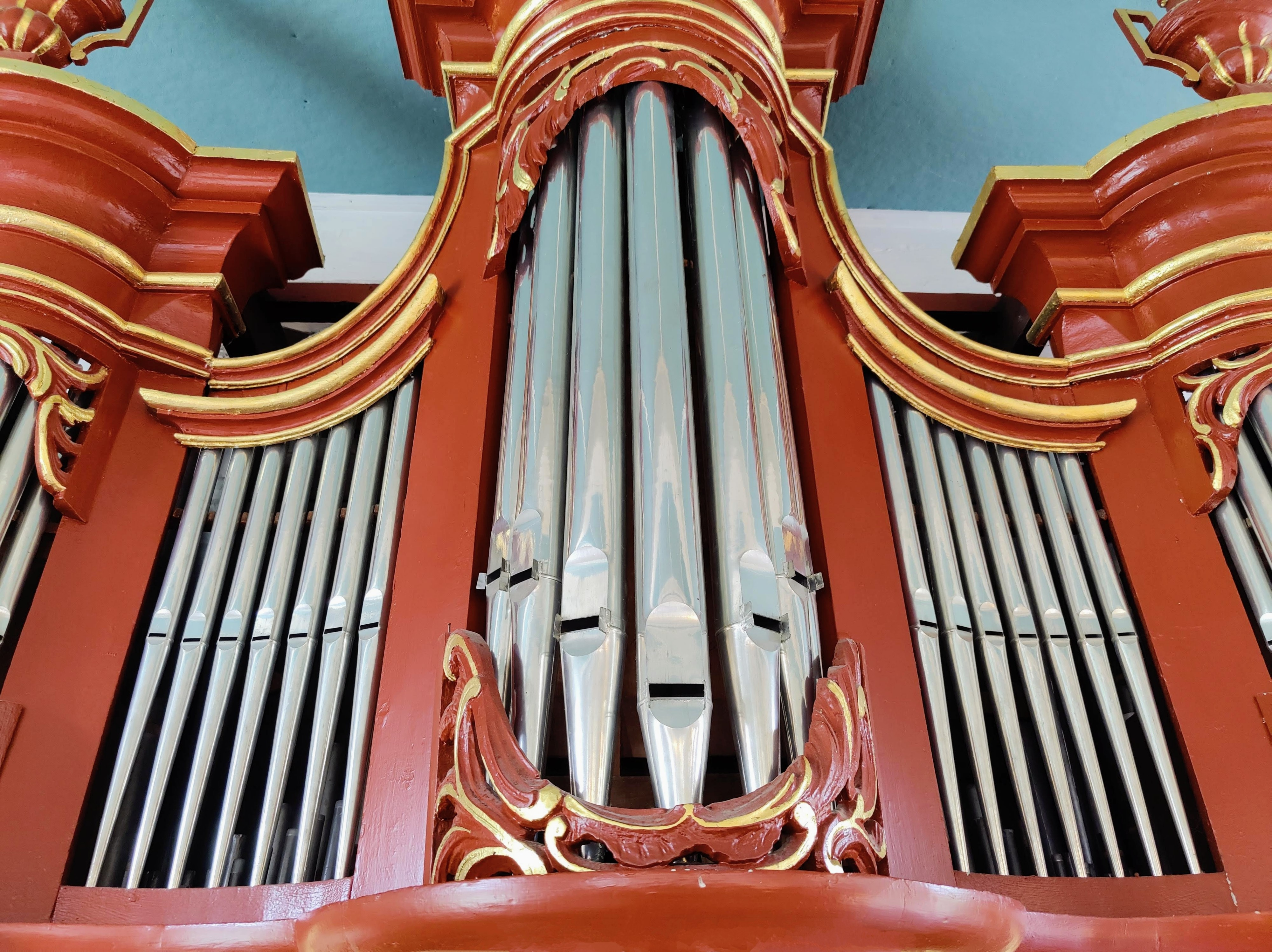
Orgelprospekt

Die evangelisch-reformierte Wolthuser Kirche wurde im Jahre 1784 als Ersatz für einen Vorgängerbau errichtet, der auf die zweite Hälfte des 15. Jahrhunderts datiert wird.

## Geschichte
Die Wolthuser Kirche hat mindestens einen Vorgängerbau, der in der zweiten Hälfte des 15. Jahrhunderts im Zentrum der Dorfwarft errichtet wurde. Ob in dem Dorf zuvor bereits eine Holzkirche bestand, ist bis dato ungeklärt. Im Laufe der Jahrhunderte wurde die mittelalterliche Kirche immer baufälliger. Ab 1775 durfte deshalb in der alten Kirche auf Anordnung der Stadt kein Gottesdienst mehr stattfinden. Die Gemeinde entschloss sich daraufhin, die Kirche abzureißen. Als Ersatz entstand an gleicher Stelle im Jahre 1784 das heutige Bauwerk. Der Tag der Grundsteinlegung wurde in einem Gedenkstein festgehalten, der sich heute über dem Haupteingang befindet. Das Kirchengebäude vereinigt Kirchenraum und Glockenturm unter einem Dach. Anstelle eines Glockenturms verfügt die Kirche über einen Dachreiter mit Hahn auf dem First. Bis zur Erweiterung im Jahre 1912 war das Wolthuser Gotteshaus eine Rechteck-Einraumkirche. Sie hatte bis dahin eine Länge von 20,5 Metern und eine Breite von 8,6 Metern. Durch den neuen, südlich angesetzten Flügel hat das Bauwerk heute einen T-förmigen Grundriss.

## Ausstattung
Der Innenraum wird von einer flach gewölbten Holzdecke abgeschlossen. Aus dem Vorgängerbau wurden zahlreiche Ausstattungsgegenstände in das heutige Gebäude übernommen. Dazu zählen die sechseckige Kanzel nebst Schalldeckel, die auf das Jahr 1648 datiert werden und laut Inschrift von Jacob Eiben gefertigt wurden. Der Abendmahlstisch wurde der Kirchengemeinde 1611 von Katrine Klassen gestiftet. Die Glocke wurde im Jahre 1620 von dem Lothringer Francois Simon gegossen. Erhalten blieb zunächst auch das Gestühl der alten Kirche, bis es nach dem Zweiten Weltkrieg durch neuere Kirchenbänke ersetzt wurde.
Bereits im 17. Jahrhundert besaß die Wolthuser Kirche eine Orgel, deren Größe und Erbauer nicht mehr bekannt sind. Johann Friedrich Wenthin erbaute von 1790 bis 1793 ein neues Instrument mit acht Registern, von denen noch die Hälfte original erhalten ist. Die Firma Alfred Führer führte im Jahr 1985 eine Restaurierung durch, in deren Zuge drei verlorenen Register und die Klaviatur in alter Bauweise rekonstruiert wurden.